# 北朝鮮的孩子
《北朝鮮的孩子》（英語：North Korea - Children of the Secret State）是英國紀錄片導演卡拉·加拉蓓蒂安（Carla Garapedian）導演的講述朝鮮民主主義人民共和國兒童生存狀況的紀錄片。內容多取材自安哲在北韓拍攝並輾轉帶回的一手影像資料，反映出北韓孤兒飢餓和艱難的謀生。

## 外部連結
- 北朝鮮的孩子 - 豆瓣電影（页面存档备份，存于）